# Баньяра-Калабра
Баньяра-Калабра (итал. Bagnara Calabra) — коммуна в Италии, расположена в области Калабрия, подчиняется административному центру метропольный город Реджо-ди-Калабрия.
Население составляет 11 229 человек, плотность населения составляет 468 чел./км². Коммуна занимает площадь 24,84 км². 
Почтовый индекс — 89011. Телефонный код — 0966.
Покровителем коммуны почитается святитель Николай, Мирликийский Чудотворец, день его памяти ежегодно отмечается 6 декабря.